# El Jícaro (Guatemala)
El Jícaro è un comune del Guatemala facente parte del dipartimento di El Progreso.